# Сухоречье (Симферопольский район)
Сухоре́чье (до 1948 года Кадыко́й; укр. Сухоріччя, крымскотат. Qadıköy, Къадыкой) — исчезнувшее село в Симферопольском районе Крыма, располагавшееся на северо-востоке района, у границы с Белогорским районом. Находилось в низовье реки Бештерек, в степной части Крыма, между современными сёлами Клёновка и Давыдово.

## История
Первое документальное упоминание села встречается в Камеральном Описании Крыма… 1784 года, судя по которому, в последний период Крымского ханства Кады-Кой (записано как Казы) входил в Ашага Ичкийский кадылык Акмечетского каймаканства. После присоединения Крыма к России (8) 19 апреля 1783 года, (8) 19 февраля 1784 года, именным указом Екатерины II сенату, на территории бывшего Крымского Ханства была образована Таврическая область и деревня была приписана к Симферопольскому уезду. После Павловских реформ, с 1796 по 1802 год, входила в Акмечетский уезд Новороссийской губернии. По новому административному делению, после создания 8 (20) октября 1802 года Таврической губернии, Кады-Кой был назначен центром Кадыкойскои волости Симферопольского уезда.
По Ведомости о всех селениях в Симферопольском уезде состоящих с показанием в которой волости сколько числом дворов и душ… от 9 октября 1805 года в деревне Кадыкой числилось 10 дворов и 54 жителя, исключительно крымских татар. На военно-топографической карте генерал-майора Мухина 1817 года обозначен Кадикой с 8 дворами. После реформы волостного деления 1829 года Кадикой отнесли к Сарабузской волости (переименованной из Кадыкойской). На карте 1836 года в деревне 20 дворов, а на карте 1842 года Кадыкой обозначен условным знаком «малая деревня», то есть, менее 5 дворов.
В 1860-х годах, после земской реформы Александра II, деревню приписали к Зуйской волости. В «Списке населённых мест Таврической губернии по сведениям 1864 года», составленном по результатам VIII ревизии 1864 года, Кадыкой — русская деревня с 6 дворами и 37 жителями при речкѣ Бештерекѣ (на трёхверстовой карте 1865—1876 года в деревне Кады-кой 12 дворов). В «Памятной книге Таврической губернии 1889 год» по результатам Х ревизии 1887 года записан Кадыкой с 23 дворами и 121 жителем. Сохранился документ о выдаче ссуды неким Лютцигеру, Гурлебаусу, Губеру, Альбрехт, Елкину и др под залог имения при деревнях Кадыкой и Бавбек-Кора от 1890 года.
После земской реформы 1890 года Кадыкой отнесли к Табулдинской волости. Согласно «…Памятной книжке Таврической губернии на 1892 год», в деревне Кадыкой, входившей в Алексеевское сельское общество, было 14 жителей в 3 домохозяйствах на общинной земле. По «…Памятной книжке Таврической губернии на 1902 год» в деревне Кадыкой, входившей в Алексеевское сельское общество, числилось 45 жителей в 10 домохозяйствах. По Статистическому справочнику Таврической губернии. Ч.II-я. Статистический очерк, выпуск шестой Симферопольский уезд, 1915 год, в деревне Кадыкой Табулдинской волости Симферопольского уезда числилось 11 дворов с татарским населением в количестве 65 человек приписных жителей, из которых 28 мужчин и 37 женщин. Жители владели 150 десятинами удобной земли. В хозяйствах имелось 45 лошадей и 9 коров.
После установления в Крыму Советской власти, по постановлению Крымревкома от 8 января 1921 года была упразднена волостная система и село включили в состав вновь созданного Сарабузского района Симферопольского уезда, а в 1922 году уезды получили название округов. 11 октября 1923 года, согласно постановлению ВЦИК, в административное деление Крымской АССР были внесены изменения, в результате которых был ликвидирован Сарабузский район и образован Симферопольский и село включили в его состав. Согласно Списку населённых пунктов Крымской АССР по Всесоюзной переписи 17 декабря 1926 года, в селе Кады-Кой, Осминского сельсовета Симферопольского района, числилось 36 дворов, все крестьянские, население составляло 180 человек, из них 87 татар, 45 немцев, 42 русских, 4 еврея, 1 украинец, 1 записан в графе «прочие». Постановлением ВЦИК от 10 июня 1937 года был образован новый, Зуйский район и село переподчинили новому району.. По данным всесоюзной переписи населения 1939 года в селе проживало 104 человека. Вскоре после начала Великой Отечественной войны, 18 августа 1941 года крымские немцы из села были выселены, сначала в Ставропольский край, а затем в Сибирь и северный Казахстан.
В 1944 году, после освобождения Крыма от фашистов, согласно Постановлению ГКО № 5859 от 11 мая 1944 года, 18 мая крымские татары были депортированы в Среднюю Азию. 12 августа 1944 года было принято постановление № ГОКО-6372с «О переселении колхозников в районы Крыма» и в сентябре 1944 года в район приехали первые новоселы (212 семей) из Ростовской, Киевской и Тамбовской областей, а в начале 1950-х годов последовала вторая волна переселенцев из различных областей Украины. С 25 июня 1946 года Кады-Кой в составе Крымской области РСФСР Указом Президиума Верховного Совета РСФСР от 18 мая 1948 года, Кады-Кой переименовали в Сухоречье. 26 апреля 1954 года Крымская область была передана из состава РСФСР в состав УССР.
Исключено из списков в период с 1954 по 1960 годы, поскольку в списках сёл на 15 июня 1960 года село числится (согласно справочнику «Крымская область. Административно-территориальное деление на 1 января 1968 года» — с 1954 по 1968 годы, как село Белогорского района).

## Динамика численности населения
| - 1805 год — 54 чел. - 1864 год — 37 чел. - 1889 год — 121 чел. - 1892 год — 14 чел. | - 1900 год — 45 чел. - 1915 год — 65 чел. - 1926 год — 180 чел. - 1939 год — 104 чел. |